# Honorowi obywatele Włocławka
Honorowi obywatele Włocławka – lista osób, którym nadano tytuł Honorowego Obywatela Miasta Włocławka. Ułożona w sposób chronologiczny.
| Honorowy Obywatel:         | Zdjęcie | Data nadania:    | Zasługa:                                                         | Uwagi: |
| -------------------------- | ------- | ---------------- | ---------------------------------------------------------------- | --- |
| Ludwik Bauer               | -       | 26 marca 1917    | -                                                                | Ma w mieście dwie tablice pamiątkowe, jest patronem jednej z ulic miasta. Pochowany na cmentarzu komunalnym we Włocławku. |
| Władysław Nowca            |         | 21 września 1922 | W uznaniu zasług i w 30 rocznicę jubileuszu pracy w sądownictwie | Jest patronem jednej z ulic miasta. Pochowany na cmentarzu komunalnym we Włocławku.                                       |
| Władysław Sołtan           |         | 22 czerwca 1927  | W uznaniu zasług za popieranie samorządu miasta                  | - |
| Edward Śmigły-Rydz         |         | 14 września 1937 | -                                                                | Jego imieniem nazwano most we Włocławku.                                                                                  |
| Henryk Muszyński           |         | 30 kwietnia 1992 | -                                                                | - |
| Maria Danilewicz Zielińska | -       | 28 czerwca 1994  | -                                                                | - |
| Tadeusz Reichstein         |         | 29 września 1994 | -                                                                | Ma jedną tablicę pamiątkową w mieście.                                                                                    |
| Jan Paweł II               |         | 13 czerwca 2003  | W podziękowaniu za 25 lat pontyfikatu                            | Ma jedną tablicę pamiątkową i dwa pomniki w mieście. Jest patronem jednej z alei miasta.                                  |

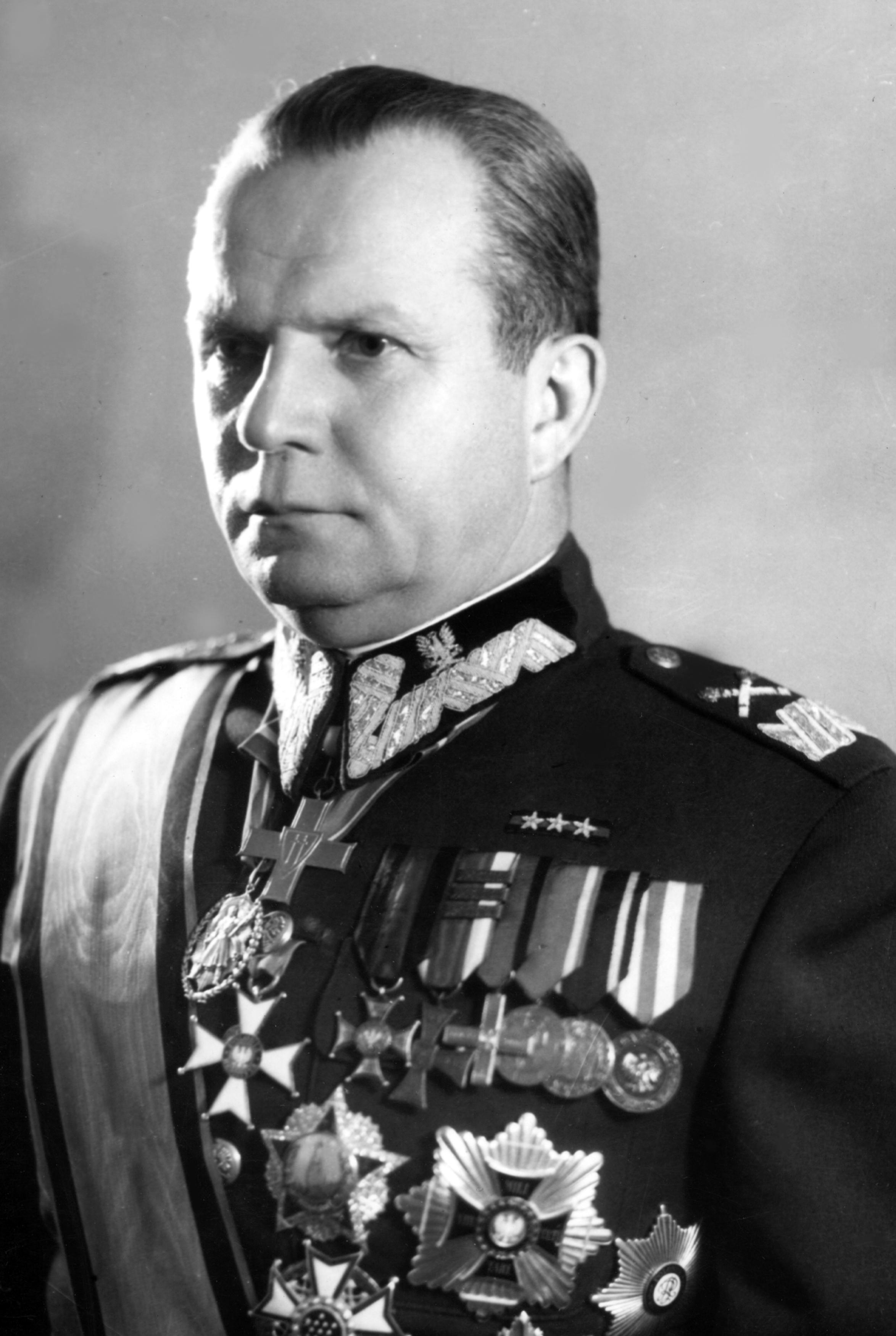
Michał Rola-Żymierski

Od 25 września 1947 roku do 30 maja 2005 roku Honorowym Obywatelem miasta Włocławek był też marszałek Michał Rola-Żymierski. Odznaczenie nadano za walkę w czasie II wojny światowej i pomoc w odbudowie Polski po wojnie. Utracił je zaś z powodu wykonywania poleceń Stalinowskich i prześladowań kombatantów AK.